# 2MASS J01514155+1244300
2MASS J01514155+1244300 ist ein etwa 70 Lichtjahre entfernter Brauner Zwerg der Spektralklasse T1. Seine Position liegt im Sternbild Widder. Er wurde 2002 von Thomas R. Geballe et al. entdeckt. Seine Position verschiebt sich aufgrund seiner Eigenbewegung jährlich um 0,743 Bogensekunden.